# Hipertexto

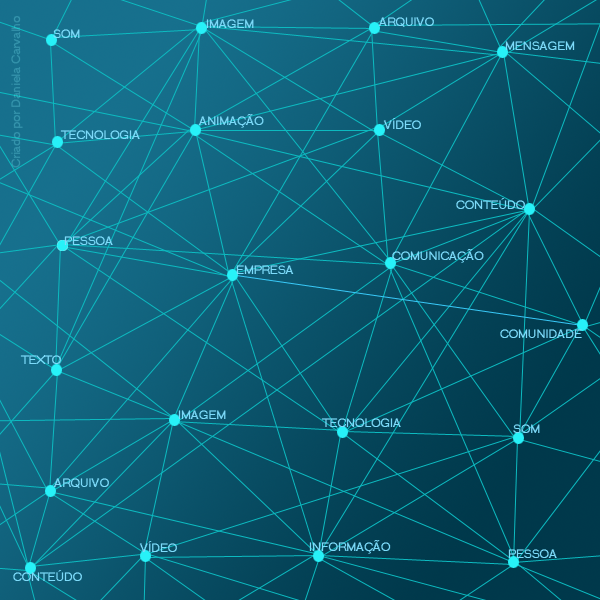
Comunicación interactiva

El hipertexto es texto que contiene enlaces a otros textos, tratándose así de una estructura no secuencial que permite crear, agregar, enlazar y compartir información de diversas fuentes por medio de enlaces asociativos y redes sociales. El término fue acuñado por Ted Nelson alrededor de 1965.
La forma más habitual de hipertexto en informática es la de hipervínculos o referencias cruzadas automáticas que van a otros documentos (lexías). Si el usuario selecciona un hipervínculo, el programa muestra el documento enlazado. Otra forma de hipertexto es el stretchtext que consiste en dos indicadores o aceleradores y una pantalla. El primer indicador permite que lo escrito pueda moverse de arriba hacia abajo en la pantalla.
El hipertexto no está limitado a datos textuales, se pueden encontrar dibujos del elemento especificado o especializado, sonido o vídeo referido al tema. La World Wide Web es la red de hipertexto más amplia y popular. El programa que se usa para leer los documentos de hipertexto en la web se llama navegador, browser, visualizador o cliente, y cuando el lector o usuario sigue un enlace, se dice que está navegando por la web. El hipertexto es una de las formas de la hipermedia, enfocada en diseñar, escribir y redactar texto en un medio.
Solo utiliza texto y exhibe la información en un formato no secuencial, abarca muchas formas de lectura, dando la posibilidad de elegir los caminos para lograr diferentes resultados, los datos se almacenan en una red de nodos conectados por enlaces.

## Historia
Un dispositivo que sirve como base de datos e interactuar con los usuarios, permitió mecanizar y conectar la información con el fin de aumentar el desarrollo en aquella época. Toda esta explicación aparece recogida en el artículo As We May Think, publicado en el número de julio de 1945 de la revista The Atlantic, de Boston.
Ted Nelson, en 1965, fue el primero en utilizar la palabra hypertext, su propuesta es Xanadu, un sistema que permite que un mismo documento aparezca en múltiples contextos sin tener que haber sido duplicado.
El primer sistema de hipertexto llevado a cabo fue creado por Andries van Dam y construido en la Universidad Brown en el año 1967. Se llamaba HES (Hypertext Editing System).
Douglas Engelbart en 1968 diseña el NLS (on line system), origen del sistema Augment, un medio basado en una interfaz que permite la manipulación directa con el uso del dispositivo ratón. Engelbart se asocia con Ted Nelson para desarrollar un programa de computador en el que se puede implementar las nociones de hipermedia e hipertexto.
Aspen Movie Map fue el primer sistema hipermedia, llevado a cabo por Lippman en 1978, en el que se creó un mapa virtual de la ciudad de Aspen con el que el usuario podía moverse por las calles con el manejo de un joystick.
El concepto de anclas vino de la mano de Intermedia, en la Universidad Brown. Intermedia fue un sistema multiusuario que daba la facilidad de recuperar información. Solo se podía utilizar en Apple bajo Unix. Debido a la falta de fondos desaparece.
Guide fue el primer sistema de hipertexto comercial, lo desarrolló Unix y más tarde llevado a la plataforma Apple Macintosh.
El verdadero punto de inflexión para el concepto de hipertexto ocurrió en 1987 con la introducción de HyperCard en las computadores de Apple. En ese mismo año se da una conferencia en la Universidad de Carolina del Norte dedicada a la investigación hipertextual.
En 1991 se lleva a cabo el proyecto para llevar la tecnología hipermedial a la World Wide Web. Dos años más tarde, NCSA (National Center for Supercomputing Applications) crea Mosaic el navegador gráfico para la WWW.
| Año  | Sistema                  | Autor                        | Hito                                                                     |
| ---- | ------------------------ | ---------------------------- | ------------------------------------------------------------------------ |
| 1945 | Memex                    | Vannevar Bush                | Dispositivo basado en microfichas.                                       |
| 1965 | Xanadú                   | Ted Nelson                   | Primero en nombrar el término "hypertext".                               |
| 1967 | Hypertext Editing System | Andy van Dam                 | Primer sistema de hipertexto en funcionamiento.                          |
| 1968 | On Line System           | Douglas Engelbart            | Sistema de hipertexto con manipulación directa con utilización de ratón. |
| 1978 | Aspen Movie Map          | Andrew Lippman               | Primer sistema hipermedio en funcionamiento.                             |
| 1985 | Intermedia               | Yankelovich et al            | Se empieza a utilizar el concepto de ancla y red.                        |
| 1986 | GUIDE                    | OWL                          | Primer producto para autoría de hiperdocumentos.                         |
| 1987 | HyperCard                | Apple                        | Producto entregado con cada Macintosh.                                   |
| 1987 | Hypertext ´87            | University of North Carolina | Primera conferencia en la que se trata la tecnología de hipertexto.      |
| 1991 | World Wide Web           | Tim Berners-Lee              | Proyecto para llevar la tecnología hipermedial en Internet.              |
| 1993 | Mosaic                   | NCSA                         | Navegador gráfico para el WWW.                                           |

## El proceso mental como un hipertexto
En la historia se ha intentado crear novelas o cuentos impresos que se relacionan con la idea del proceso hipertextual como en El jardín de senderos que se bifurcan, sin embargo, nunca se logró este proceso ya que era imposible salir del mismo medio en donde se estaba planteando la novela o el escrito.
El cerebro humano es capaz de relacionar conceptos de la misma manera que se logra en un hipertexto, no lo hace necesariamente de manera lineal, por lo tanto, podemos decir que el pensamiento humano como tal se logra de una manera hipertextual.
Lo complicado radica en plasmar esta hipertextualidad en un formato lineal como lo es un libro, ya que este formato no permite jugar con la espacialidad de la información, la mente es como este gran hipertexto en el cual la información se encuentra en varios nodos y por medio de búsquedas relacionadas y vínculos se llega a la información que se busca.
Ejemplos de novelas hipertextuales:
Rayuela, Diccionario jázaro, Kenney Adam, The museum, Moulthrop, Victory Garden.

## Utilidades
En la práctica, el hipertexto se utiliza principalmente con:
1. Materiales de referencia (general o específica) en la que el usuario solo quiere obtener aquella información que busca. Un ejemplo puede ser cualquier manual en línea.
2. Material fragmentado en secciones cortas y autónomas que ofrezcan la información concreta y concisa que el usuario busca. Si su interés es mayor, puede acceder a información complementaria en otros enlaces mediante vínculos en el texto principal.

Aun así, es el autor el que debe identificar los intereses de los lectores y orientar el texto hacia ellos, por lo que las utilidades pueden quedar abiertas.
Para realizar la estructura de hipertexto hay que tener en cuenta los usuarios potenciales a los que se dirige, el contexto de uso y el tema o materia que trata. El diseño del hipertexto configura la usabilidad buena o mala del sitio web. Aunque la información contenida y la estructura sean complejas, se debe mostrar al usuario como algo sencillo y ordenado.
El hipertexto configura una nueva forma de escribir y de entender el texto. Los lectores escanean la pantalla sin leer todo lo que contiene, buscando elementos que destaquen y llamen la atención. A su vez, quien escribe debe tener presentes cuestiones como el modo en que interactuará el usuario con el texto y con la estructura hipertextual, cómo navegará por ella o cómo asimilará la información. El hipertexto facilita la lectura y ofrece la oportunidad de crear una ruta propia. La experiencia con el hipertexto le da al usuario un mejor manejo estratégico del mismo y le vuelve más crítico con el contenido de Internet. En ambientes educativos, el hipertexto ayuda a desarrollar actividades como asociar, relacionar, fragmentar o esquematizar.

## Modelos de hipertexto
Un modelo es un marco general y teórico que formaliza todas las características y funciones, esenciales y deseables, que se puedan incluir en cualquier aplicación de este tipo. Evidentemente el modelo será más completo, en la medida que cuente y exprese más características. Según Tompa, (1989), un modelo en el contexto de sistemas hipermediales, tiene que representar tanto la estructura estática como el funcionamiento dinámico de sus componentes. Se debe agregar al modelo los aspectos relacionados con el intercambio de información entre el sistema y los usuarios, siendo estos el autor y el lector del hipermedia, con la finalidad de describir aquellos elementos de interfaz que facilitan la observación del documento en un computador.
Los sistemas hipertexto están basados en un modelo básico que sigue siendo utilizado y asumido por una variedad de investigadores. El modelo básico está dividido en: submodelo de datos y submodelo de procesos.
Submodelo de datos:
- Los nodos se interrelacionan mediante enlaces dirigidos, para formar la estructura de un dígrafo. Todas las operaciones de inserción, eliminación y actualización de nodos y enlaces están provistas de las operaciones de grafos. Funcionan como colecciones de datos no estructurados los cuales son agrupados de forma tal de crear una entidad lógica. Esta entidad existe para proveer abstracciones coherentes de información dentro del espacio de información representado en la estructura hipermedial.
- Los enlaces implementan la dirección de las conexiones entre nodos, están asociados como anclas a un nodo fuente y proveen al usuario la habilidad de activarlos para moverse hacia un nodo destino. Hay quienes distinguen dos tipos de enlace, los referenciales que funcionan como referencias cruzadas entre documentos, y los organizacionales, que se utilizan para establecer estructuras explícitas por la conexión de un nodo padre a sus nodos hijos, formando árboles u otro tipo de jerarquías. Este submodelo de datos, basado en grafos, fue utilizado para definir HAM -Hypertext Abstract Machine- [Campbell et al, 1988], en búsqueda de un mecanismo para definir el diseño lógico de un hiperdocumento.

Submodelo de procesos:
Los mecanismos de acceso a la información representada en el hiperdocumento, requieren de la descripción de la dinámica, es decir, las navegaciones que constituye el primer medio que tiene el usuario para acceder a los contenidos y los demás procesos que intervienen en la interacción con el usuario. Debe contener, junto con el proceso propio de exploración vía enlaces, otros procesos que pueden influir sobre la forma en que los usuarios inspeccionan la estructura de los hiperdocumentos, permitiendo al usuario obtener información de distintas necesidades estudiadas para caracterizar este paradigma.
En la literatura se encuentra una amplia gama de descripciones de hipertextos, en su mayoría utilizan como submodelo de datos derivaciones y extensiones de grafos, modelos expresados en lenguaje formal y modelos basados en el paradigma orientado a objetos. Los más utilizados son:
- Modelo basado en hipergrafos.
- Modelo basado en grafos para el desarrollo de NEPTUNE.
- Modelo basado en redes de Petri.
- Modelo basado en "Contextos anidados” y los basados en Higrafos.
- Modelo expresados en lenguaje formal, cuya implementación es el sistema Dexter y su derivado Amsterdam.
- Modelo orientado a objeto.